# Фоти, Саму
Саму Фоти (венг. Fóti Samu; 17 мая 1890, Будапешт — 17 июня 1916, Lipové) — венгерский гимнаст и легкоатлет еврейского происхождения, серебряный призёр летних Олимпийских игр 1912 года. Чемпион Венгрии 1912, 1913 и 1914 годов в командном первенстве. Профессионально занимался бегом на 200 метров, прыжками в длину, метанием диска и троеборьем. Убит в бою на Восточном фронте Первой мировой войны.